# Благовещение (Леонардо)
Вижте пояснителната страница за други значения на Благовещение.
„Благовещение“ (Annunciazione) е картина на италианските художници Леонардо да Винчи и Андреа дел Верокио. Изложена е в Hалерия „Уфици“ във Флоренция. 
Няма данни от кого е поръчана и къде се е намирала.
Рисувана е докато Леонардо да Винчи все още е работел в работилницата на Верокио – около 1472 г.

## Описание
Архангел Гавраил идва като вестител. Неговият образ е подчертан от три кипарисови дървета на равни разстояния едно от друго. Образът на Мария е рамкиран от един кипарис и сградата зад нея. Двата основни образа са разделени не от друг обект, а от открита гледка към пристанище, което се вижда в далечината. В хоризонталната плоскост се обединяват от успоредните линии на парапета и на почвата зад тях. Архангел Гавраил държи лилия, символ на непорочността на Дева Мария и на града Флоренция.
Мария, която е чела до пристигането на ангела гледа към него с изненада и любопитство – току-що научава, че ще роди сина на Господ. Книгата, която е отворена е Книга на Исая. Дясната ѝ ръка държи страницата, която чете Девица ще зачене и ще роди син“, но другите страници се обръщат отгоре, явно от порива на вятъра, причинен от слизането на ангела.
Ако се проследи посоката на камъните по сградата зад Мария, се вижда, че те водят към заснежения връх в далечината.
Творбата е замислена да се гледа отдолу и отдясно. От тази гледна точка някои детайли се виждат в правилната позиция – камъните по сградата, ракурса на ръката на Богородица и масата за четене.

## Варианти
Вариант на тази картина има и в Лувъра, Париж. За нея също се твърди, че е на Леонардо да Винчи. Има спорове между експертите в коя картина действително участва Леонардо, но според повечето той участва в картината, изложена в Уфици. Художникът на версията в Лувъра (ок. 1478 – 1485) е все още под съмнение.